# Dondo

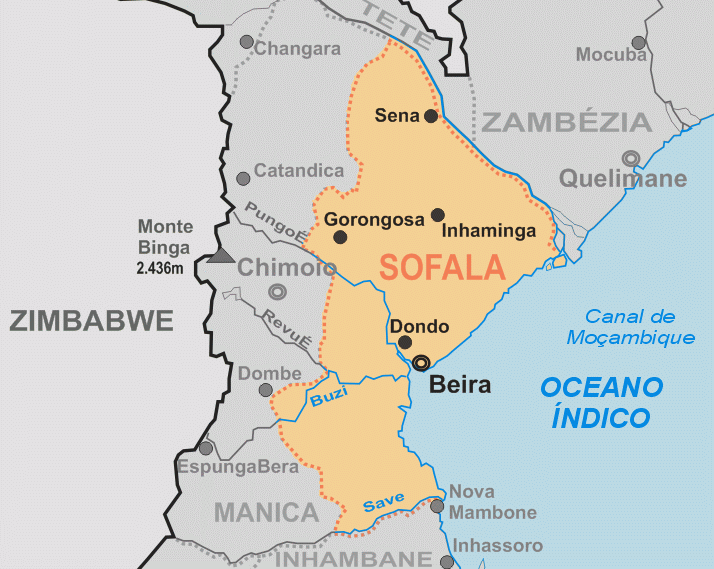
Dondo en un mapa de la provincia de Sofala

Dondo es un distrito de la provincia de Sofala, en Mozambique, con una población censada en agosto de 2017 de 184 458 habitantes.
Se encuentra ubicado en el centro del país, cerca de la desembocadura del río Pungwe en el canal de Mozambique (océano Índico).